# Valledolmo
Valledolmo ist eine Stadt der Metropolitanstadt Palermo in der Region Sizilien in Italien mit 3124 Einwohnern (Stand 31. Dezember 2023).

## Lage und Daten
Valledolmo liegt 98 km südöstlich von Palermo. Die Einwohner arbeiten hauptsächlich in der Landwirtschaft und in der Industrie.
Die Nachbargemeinden sind Alia, Sclafani Bagni und Vallelunga Pratameno (CL).

## Geschichte
Die Stadt wurde Anfang des 17. Jahrhunderts von Antonio Cutelli mit dem Namen Castelnormanno gegründet. 1645 erhielt der Ort seinen heutigen Namen.

## Sehenswürdigkeiten
- Kirche Anime, erbaut im Jahre 1645
- Santa Maria Kolleg, erbaut 1776
- Purita Kirche, erbaut zwischen 1844 und 1881
- Kirche Maria SS. Imacolata, erbaut 1743 bis 1757